# Topsentia dificilis
Topsentia dificilis är en svampdjursart som först beskrevs av William Lundbeck 1902.  Topsentia dificilis ingår i släktet Topsentia, och familjen Halichondridae. Arten är reproducerande i Sverige.